# Poricicea, Krasnodon
Poricicea (în ucraineană Поріччя) este localitatea de reședință a comunei Poricicea din raionul Krasnodon, regiunea Luhansk, Ucraina.

## Demografie
Componența lingvistică a localității Poricicea
     Rusă (97,93%)
     Ucraineană (1,91%)
     Alte limbi (0,16%)
Conform recensământului din 2001, majoritatea populației localității Poricicea era vorbitoare de rusă (97,93%), existând în minoritate și vorbitori de ucraineană (1,91%).